# 龍潭湖 (宜蘭縣)

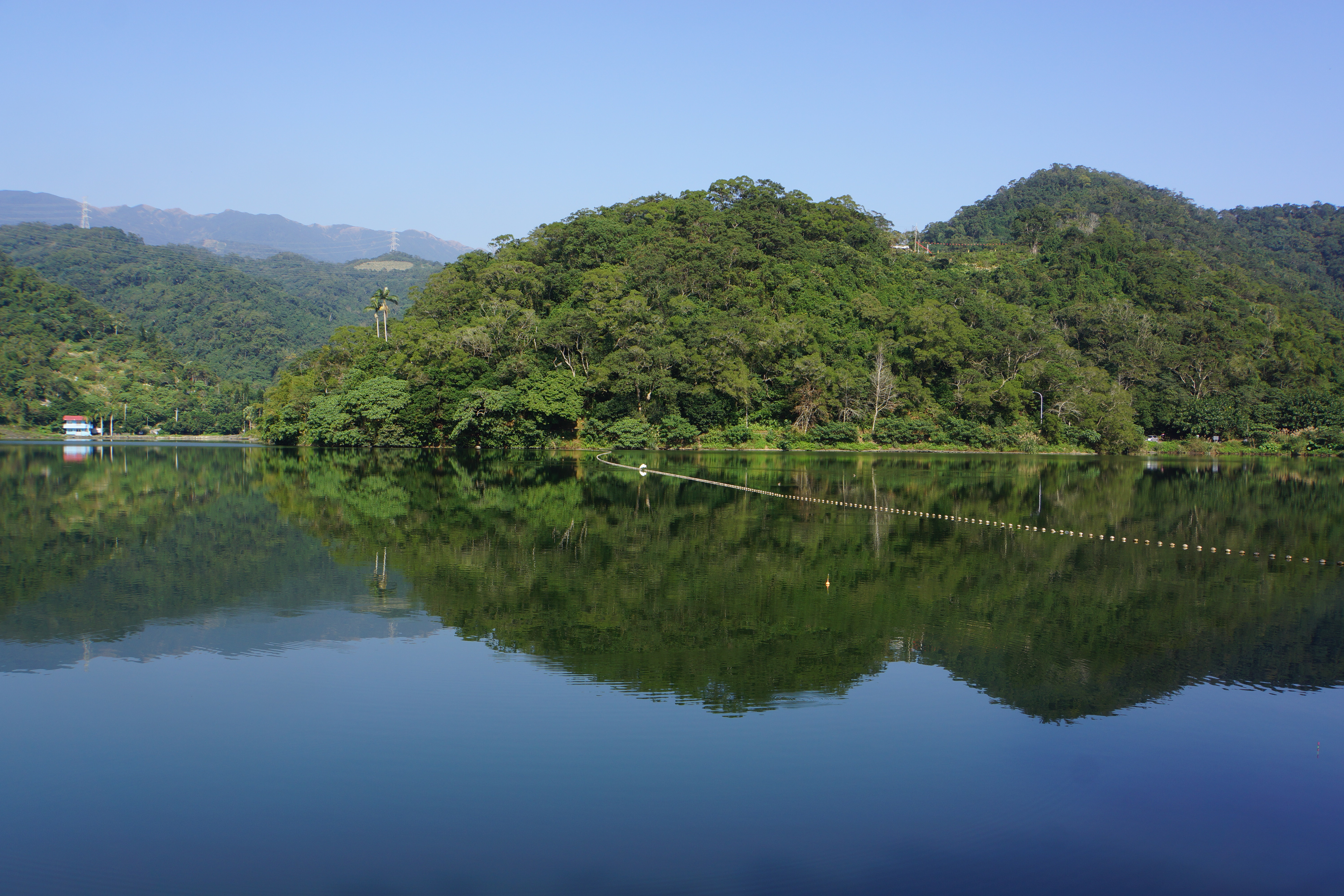
龍潭湖湖景

龍潭湖位於台灣宜蘭縣礁溪鄉龍潭村，舊名為「大埤」，俗稱「大陂湖」，為昔日「 蘭陽十二勝 」之一，亦是「蘭陽五大名湖」中面積最大的湖泊。龍潭湖三面環山，山腰有廟宇數座，距離宜蘭市約6公里，面積約16公頃，水深4.5丈。
1986年公告為「龍潭湖風景特定區」。
全長約3公里。這裡有獨一無二的圓吻鯝魚生態園區，長約30公尺的魚道，可供觀賞牠的朔溪上游，生產的風采，端午節前後是生產期，蔚為奇觀，還有高約3公尺的小草坡，供其溜滑梯名曰大碗公溜滑梯，大人小孩盡其享受快樂時光。